# Kuwait i olympiska sommarspelen 1988
Kuwait deltog i de olympiska sommarspelen 1988 med en trupp bestående av 25 deltagare, men ingen av landets deltagare erövrade någon medalj.

## Boxning
| Boxare           | Gren          | 32-delsfinal                      | Sextondelsfinal                | Åttondelsfinal                        | Kvartsfinal          | Semifinal            | Final                |
| Boxare           | Gren          | Motståndare Resultat              | Motståndare Resultat           | Motståndare Resultat                  | Motståndare Resultat | Motståndare Resultat | Motståndare Resultat |
| ---------------- | ------------- | --------------------------------- | ------------------------------ | ------------------------------------- | -------------------- | -------------------- | -------------------- |
| Ali Albalucho    | Supertungvikt |                                   |                                | Alexandre Mirochnitchenko (URS) L 5-0 | Gick inte vidare     | Gick inte vidare     | Gick inte vidare     |
| Husain Almutairi | Flugvikt      |                                   | Alfred Amon Kotey (GHA) L RSCO | Gick inte vidare                      | Gick inte vidare     | Gick inte vidare     | Gick inte vidare     |
| Saud Almuwaizri  | Bantamvikt    | Katsuyuli Matsyshima (JPN) L RSCH | Gick inte vidare               | Gick inte vidare                      | Gick inte vidare     | Gick inte vidare     | Gick inte vidare     |

## Friidrott
| Idrottare       | Gren                     | Heat  | Heat      | Omgång 2 | Omgång 2  | Semifinal        | Semifinal        | Final            | Final            |
| Idrottare       | Gren                     | Tid   | Placering | Tid      | Placering | Tid              | Placering        | Tid              | Placering        |
| --------------- | ------------------------ | ----- | --------- | -------- | --------- | ---------------- | ---------------- | ---------------- | ---------------- |
| Jasem Aldowaila | Herrarnas 400 meter häck | 51,87 | 31        |          |           | Gick inte vidare | Gick inte vidare | Gick inte vidare | Gick inte vidare |
| Zeyad Alkhudhur | Herrarnas 110 meter häck | 14,44 | 30        | 14,56    | 31        | Gick inte vidare | Gick inte vidare | Gick inte vidare | Gick inte vidare |

| Idrottare        | Gren                    | Kval    | Kval      | Final            | Final            |
| Idrottare        | Gren                    | Distans | Placering | Distans          | Placering        |
| ---------------- | ----------------------- | ------- | --------- | ---------------- | ---------------- |
| Waleed Albakheet | Herrarnas släggkastning | 63,86m  | 27        | Gick inte vidare | Gick inte vidare |
| Marsouq Alyouhah | Herrarnas tresteg       | 15,72m  | 28        | Gick inte vidare | Gick inte vidare |
| Ghanem Mabrouk   | Herrarnas spjutkastning | 65,84m  | 35        | Gick inte vidare | Gick inte vidare |
| Muhammad Zankawi | Herrarnas kulstötning   | 15,92m  | 20        | Gick inte vidare | Gick inte vidare |

## Fäktning
| Fäktare                                                                          | Gren                   | Inledande omgång                                  | Sextondelsfinal  | Åttondelsfinal   | Kvartsfinal      | Semifinal        | Final            | Placering |
| -------------------------------------------------------------------------------- | ---------------------- | ------------------------------------------------- | ---------------- | ---------------- | ---------------- | ---------------- | ---------------- | --------- |
| Khaled Alawadh                                                                   | Herrarnas florett      |                                                   | Gick inte vidare | Gick inte vidare | Gick inte vidare | Gick inte vidare | Gick inte vidare | 62        |
| Mohammad Alhamar                                                                 | Herrarnas värja        |                                                   | Gick inte vidare | Gick inte vidare | Gick inte vidare | Gick inte vidare | Gick inte vidare | 44        |
| Younes Almashmoum                                                                | Herrarnas värja        |                                                   | Gick inte vidare | Gick inte vidare | Gick inte vidare | Gick inte vidare | Gick inte vidare | 53        |
| Saqer Alsurayei                                                                  | Herrarnas florett      |                                                   | Gick inte vidare | Gick inte vidare | Gick inte vidare | Gick inte vidare | Gick inte vidare | 61        |
| Khaled Jahrami                                                                   | Herrarnas värja        |                                                   | Gick inte vidare | Gick inte vidare | Gick inte vidare | Gick inte vidare | Gick inte vidare | 62        |
| Salman Mohammad                                                                  | Herrarnas florett      |                                                   | Gick inte vidare | Gick inte vidare | Gick inte vidare | Gick inte vidare | Gick inte vidare | 64        |
| Khaled Alawadhi Faisal Alharshani Saqer Alsurayei Khaled Jahrami Salman Mohammad | Herrarnas florett, lag | Östtyskland L 0-9 Kina L 3-9 Storbritannien L 5-9 |                  |                  | Gick inte vidare | Gick inte vidare | Gick inte vidare | 15        |
| Mohammad Alhamar Younes Almashmoum Nahedh Almurdh Khaled Jahrami                 | Herrarnas värja, lag   | Frankrike L 0-9 Polen L 1-9                       |                  |                  | Gick inte vidare | Gick inte vidare | Gick inte vidare | 18        |

## Judo
| Judoka          | Gren                      | Sextondelsfinal             | Åttondelsfinal               | Kvartsfinal          | Semifinal            | Första återkvalsomgången | Återkval, kvartsfinal | Återkval, semifinal  | Final                |
| Judoka          | Gren                      | Motståndare Resultat        | Motståndare Resultat         | Motståndare Resultat | Motståndare Resultat | Motståndare Resultat     | Motståndare Resultat  | Motståndare Resultat | Motståndare Resultat |
| --------------- | ------------------------- | --------------------------- | ---------------------------- | -------------------- | -------------------- | ------------------------ | --------------------- | -------------------- | -------------------- |
| Yousef Alhammad | Herrarnas halv tungvikt   | Canu (FRA) L 0000-0200      | Gick inte vidare             | Gick inte vidare     | Gick inte vidare     | Gick inte vidare         | Gick inte vidare      | Gick inte vidare     | Gick inte vidare     |
| Adel Alnajadah  | Herrarnas halv mellanvikt | Beauchamp (CAN) L 0000-1001 | Gick inte vidare             | Gick inte vidare     | Gick inte vidare     | Gick inte vidare         | Gick inte vidare      | Gick inte vidare     | Gick inte vidare     |
| Hisham Elsharaf | Herrarnas mellanvikt      | Aquino (GUM) W 1011-0000    | Erhembayar (MGL) L 0000-0000 | Gick inte vidare     | Gick inte vidare     | Gick inte vidare         | Gick inte vidare      | Gick inte vidare     | Gick inte vidare     |
| Hussei Safar    | Herrarnas lättvikt        | Elmamoun (MAR) L 0010-0000  | Gick inte vidare             | Gick inte vidare     | Gick inte vidare     | Gick inte vidare         | Gick inte vidare      | Gick inte vidare     | Gick inte vidare     |

## Rodd
Herrar
| Idrottare         | Gren                    | Heat    | Heat      | Återkval | Återkval  | Semifinal        | Semifinal        | Final            | Final            | Final |
| Idrottare         | Gren                    | Tid     | Placering | Tid      | Placering | Tid              | Placering        | Tid              | Placering        |       |
| ----------------- | ----------------------- | ------- | --------- | -------- | --------- | ---------------- | ---------------- | ---------------- | ---------------- | ----- |
| Waleed Almohammad | Herrarnas singelsculler | 8:05,35 | 5         | 8:15,16  | 4         | Gick inte vidare | Gick inte vidare | Gick inte vidare | Gick inte vidare |       |

## Simhopp
| Hoppare      | Gren          | Kval   | Kval      | Final            | Final            |
| Hoppare      | Gren          | Poäng  | Placering | Poäng            | Placering        |
| ------------ | ------------- | ------ | --------- | ---------------- | ---------------- |
| Majed Altaqi | Herrarnas 3 m | 387,60 | 31        | Gick inte vidare | Gick inte vidare |